# Sanvej
Sanvej (egyszerűsített kínai írással: 汕尾市, pinjin: Shànwěi Shì) prefektúra szintű város Kínában, Kuangtung tartományban. Lakosainak száma 2 738 482 fő (2020).

## Népesség
| 2020 | 2 738 482 |